# Пръстенчати цецилии
Пръстенчатите цецилии (Siphonops) са таксономичен род безкраки земноводни от Южна Америка, разпространени на изток от Андите.

## Видове
Родът е представен от пет вида:
- Siphonops annulatus
- Siphonops hardyi
- Siphonops insulanus
- Siphonops leucoderus
- Siphonops paulensis